# Sándor Sztranyavszky
Sándor Sztranyavszky von Sztranyava (* 9. Dezember 1882 in Balassagyarmat, Komitat Nógrád, Österreich-Ungarn; † 30. April 1942 in Nógrádmarcal, Komitat Nógrád) war ein ungarischer Politiker, Ackerbauminister und Präsident des Abgeordnetenhauses.

## Leben
Sztranyavszky entstammte einer ursprünglich im Komitat Trencsén ansässigen Familie und begann seine politische Laufbahn zunächst als Mitglied der Nationalen Partei der Arbeit (Nemzeti Munkapárt). Von 1912 bis 1918 war er als dessen Mitglied Reichstagsabgeordneter für seine Heimatstadt Balassagyarmat.
Im Jahr 1922 wurde er für kurze Zeit Obergespan des Komitats Nógrád und der Stadt Balassagyarmat. Von 1926 bis 1931 war Sztranyavszky Staatssekretär im Innenministerium und war während der Amtszeit von Gyula Gömbös als ungarischer Ministerpräsident (1932 bis 1936), Präsident der regierenden Nationalen Partei der Einheit (Egységes Párt). Ab 14. Mai 1938 war er Ackerbauminister im Kabinett von Béla Imrédy, trat jedoch bereits im November 1938 aus Protest gegen die Politik von Imrédy von seinem Amt zurück. Von 1935 bis 1938 war er zudem Präsident des Abgeordnetenhauses.